# François Anthony de Rayneval
François Anthony graaf de Rayneval (Raineval – Paramaribo, 1726), was commandeur en gouverneur-generaal van Suriname.

## Biografie
De Rayneval was al als luitenant in Suriname tijdens de moordaanslag op Van Sommeldijck in 1688 en was medeverantwoordelijk voor het bedwingen van het oproer en de gevangenneming van de muiters. In 1698 werd hij commandeur, een functie die hij tot 1725 onafgebroken vervulde. In 1712 verdedigde hij Suriname tijdens de Cassard-expeditie tevergeefs tegen de Franse schepen en 3000 soldaten onder leiding van Jacques Cassard.

### Gouverneur ad interim
Hij was vier keer gouverneur ad interim. De eerste keer gedurende 2 1/2 jaar, na het overlijden van gouverneur De Gruyter in 1707. De tweede keer was voor een half jaar, na het overlijden van gouverneur De Goyer. De derde keer vond plaats gedurende vijf maanden, na het overlijden van gouverneur De Mahony in 1717. De vierde keer was weer voor een half jaar, na het overlijden van gouverneur Coutier in 1721. 

### Plantage-eigenaar
In 1702 verkreeg de Rayneval de concessie voor de plantage Schoonoord. In dezelfde tijd legde hij ook de plantage Lustrijk aan. Deze plantage lag tegenover Schoonoord. Daarnaast was hij eigenaar van de plantages Picardië aan de Commewijne en Ponthieu aan de Warappakreek. Beide namen herinnerden hem aan zijn geboortegrond. Ook de plantages Constantia aan de Matapicakreek en Maagdenburg aan de Surinamerivier waren in zijn bezit.
Na de dood van haar echtgenoot vertrok Anna Elisabeth Glimmer uiteindelijk naar Nederland, en kocht in 1735 de buitenplaats Schoonoord te Warmond, waar zij tot haar dood in 1750 heeft gewoond. Het huis was genoemd naar de gelijknamige plantage Schoonoord .

## Familie
De Rayneval (of Raineval) is een oude adellijk Franse familie, afkomstig uit de regio Picardië in Frankrijk. In 1702 trouwde hij met Anna Elizabeth Glimmer, de dochter van de toenmalige raad-fiscaal. Het echtpaar kreeg zeven kinderen.